# Pseudospiropes hachijoensis
Pseudospiropes hachijoensis är en svampart som beskrevs av Matsush. 1975. Pseudospiropes hachijoensis ingår i släktet Pseudospiropes och familjen Helotiaceae.   Inga underarter finns listade i Catalogue of Life.